# Абатське сільське поселення
Аба́тське сільське поселення (рос. Абатское сельское поселение) — муніципальне утворення у складі Абатського району Тюменської області, Росія.
Адміністративний центр — село Абатське.

## Історія
3 листопада 1923 року утворені Абатська сільська рада, Бобильська сільська рада, Вяткінська сільська рада, Єрьоминська сільська рада, Кокуйська сільська рада та Річкуновська сільська рада. 19 вересня 1939 року ліквідовані Єрьоминська та Кокуйська сільради. 17 червня 1954 року ліквідована Бобильська сільрада. 11 грудня 1958 року Вяткінська сільрада перейменована в Старовяткінську. 18 липня 1961 року ліквідована Річкуновська сільрада. 26 вересня 1964 року село Абатське отримало статус селища міського типу Абатський, Абатська сільрада розділена на Абатську селищну раду та Абатську сільську раду. 23 вересня 1991 року смт Абатський перетворено в село Абатське, Абатську селищну раду перетворено в Абатську сільську раду, колишню Абатську сільраду — в Кареглазовську сільську раду.
2004 року Абатська сільська рада (село Абатське) та Кареглазовська сільська рада (присілки Бобильськ, Єремина, Кареглазова, Кокуй, Річкунова, Старовяткіна, Шипунова) об'єднані в Абатське сільське поселення.

## Населення
Населення — 8066 осіб (2020; 8149 у 2018, 8793 у 2010, 9236 у 2002).

## Склад
До складу поселення входять такі населені пункти:
| Населений пункт        | Населення, осіб (2002) | Населення, осіб (2010) |
| ---------------------- | ---------------------- | ---------------------- |
| Абатське, село         | 8248                   | 7959                   |
| Бобильськ, присілок    | 194                    | 178                    |
| Єрьомина, присілок     | 107                    | 103                    |
| Кареглазова, присілок  | 71                     | 79                     |
| Кокуй, присілок        | 168                    | 135                    |
| Річкунова, присілок    | 125                    | 73                     |
| Старовяткіна, присілок | 133                    | 111                    |
| Шипунова, присілок     | 190                    | 155                    |